# Barrera electoral
En política, la barrera electoral (también conocida como umbral electoral, límite electoral, piso electoral, cláusula de barrera o barrera legal) es la proporción mínima de votos que necesita una lista electoral para que pueda conseguir asientos o representantes en el parlamento u órgano similar; o también, la cantidad mínima para que un partido pueda actuar en las comisiones parlamentarias. El objetivo de la cláusula es evitar la fragmentación parlamentaria.

## Recomendaciones para las barreras electorales
La Asamblea Parlamentaria del Consejo de Europa recomienda para las elecciones parlamentarias un umbral no superior al tres por ciento.
En el caso del voto único transferible, para generar representación para los partidos con aproximadamente el diez por ciento de los votos o más, John M. Carey y Simon Hix recomiendan una magnitud de distrito de aproximadamente seis o más en los distritos utilizados.El apoyo a un partido no es homogéneo en todo el electorado, por lo que se espera que un partido con el diez por ciento del voto general alcance fácilmente el umbral en al menos un distrito, aunque no en otros. La mayoría de los sistemas de voto único transferible que se utilizan hoy en día establecen el número de votos para la elección de la mayoría de los miembros en la cuota Droop, que en un distrito de seis miembros es el 14 por ciento de los votos emitidos en el distrito. Carey y Hix señalan que aumentar la DM más allá de seis reduce el umbral natural en el distrito solo en pequeños incrementos y decrecientemente cada vez.

## Barrera electoral por país

### Europa

#### Alemania
Se necesita superar el 5 % o tener al menos tres diputados electos de forma directa para conseguir un escaño en el Bundestag y en los parlamentos regionales. Sin embargo, esto no es una barrera estricta para la entrada: cualquier partido o independiente que gane una circunscripción tiene derecho a ese escaño independientemente de si ha superado el umbral. Los partidos que representan a las minorías étnicas registradas no tienen umbral y reciben representación proporcional si obtienen el número mínimo matemático de votos a nivel nacional para hacerlo.Las elecciones de 2021 demostraron la excepción para los partidos de minorías étnicas: la Asociación de Votantes del Schleswig Meridional ingresó al Bundestag con solo el 0,1 por ciento de los votos a nivel nacional como partido registrado para las minorías danesa y frisia en Schleswig-Holstein. El umbral del 5% también se aplica a todas las elecciones estatales, mientras que no existe umbral para las elecciones al Parlamento Europeo.
La ley electoral alemana también incluye la Grundmandatsklausel ('cláusula del mandato básico'), que otorga escaños proporcionales completos a los partidos que ganan al menos tres distritos electorales como si hubieran superado el umbral electoral, incluso si no lo hicieron. Esta regla pretende beneficiar a los partidos con atractivo regional.Esta cláusula ha entrado en vigor en dos elecciones: en 1994, cuando el Partido del Socialismo Democrático, que tenía un apoyo significativamente mayor en la antigua Alemania Oriental, ganó el 4,4 por ciento de los votos de las listas de partidos y cuatro distritos electorales, y en 2021, cuando su sucesor, La Izquierda, ganó el 4,9 por ciento y tres distritos electorales. Esta cláusula fue derogada por una ley de 2023 destinada a reducir el tamaño del Bundestag. Sin embargo, después de las quejas de La Izquierda y la Unión Social Cristiana, el Tribunal Constitucional Federal dictaminó que un umbral sin excepciones era inconstitucional. El tribunal reintrodujo provisionalmente la cláusula de mandato básico para las elecciones federales de 2025.

#### Eslovenia
En Eslovenia, en las elecciones parlamentarias de 1992 y 1996, el umbral se fijó en 3 escaños, lo que significaba que los partidos debían obtener alrededor del 3,2 por ciento de los votos para superar el umbral. En 2000, el umbral se elevó al 4 por ciento de los votos.

#### España
En España no existe un umbral de porcentaje de voto nacional para acceder al Congreso de los Diputados . No obstante, la cláusula está situada en el 3 % en cada circunscripción -las provincias- para las elecciones al Congreso de los Diputados y al 5 % para las elecciones municipales. En cuanto a las elecciones autonómicas, varía según las distintas regiones. La mayor parte de comunidades como Andalucía, Aragón o Cataluña tienen establecido una barrera electoral del 3 % de voto en la circunscripción, mientras que en comunidades como Galicia e Islas Baleares la barrera es del 5 % en cada circunscripción. En la Comunidad Valenciana la barrera también está situada en el 5 %, pero no en relación con el porcentaje de votos de la circunscripción, sino de todo el territorio de la región. Y en el caso de Canarias se combina de manera optativa una barrera del 15 % de votos en cada isla, y una barrera del 4 % a nivel de comunidad autónoma.

#### Países Bajos
El porcentaje para ingresar al Parlamento es muy bajo (0,67 %), lo que ha hecho que tenga una representación muy diversa de partidos, como por ejemplo, el Partido por los Animales. Esto generó el término «partido testimonial» para referirse a partidos políticos pequeños cuya participación electoral gira en torno a temáticas particulares y causas que buscan sostener antes que hacer gobierno.

#### Rusia
El umbral es del 7 % para obtener un escaño en la Duma Estatal.

#### Suecia
En Suecia, existe un umbral nacional del 4 por ciento para el Riksdag, pero si un partido alcanza el 12 por ciento en cualquier circunscripción electoral, participará en la asignación de escaños para esa circunscripción.Hasta las elecciones de 2022, nadie ha sido elegido con base en la regla del 12 por ciento.

### América del Sur
En Argentina se sitúa en el 3 % del padrón para acceder a la Cámara de Diputados y en el 1,5 % de los votos válidos en las elecciones primarias que permiten competir para cargos ejecutivos o legislativos.
En Brasil, estaba situada al 5 %, y si un partido no supera ese número no podrá actuar en las comisiones parlamentarias ni ser considerado grupo parlamentario. Sin embargo, esta norma fue declarada inconstitucional por el Tribunal Supremo del país. Después de una reforma electoral y una enmienda constitucional en 2017, la cláusula de barrera pasó a aplicarse con un porcentaje del 1,5 % en las elecciones de 2018. La reforma prevé que el porcentaje aumente progresivamente al 2 % en 2022, el 2,5 % en 2026 y 3 % de las elecciones de 2030 en adelante.
En Colombia el umbral electoral se estableció en 2003 como el 2 % del total de votos válidos para Senado y como el cincuenta por ciento (50 %) del cociente electoral para las demás corporaciones (Cámara de Representantes, Asambleas y Concejos) para poder mantener la personería jurídica del partido o movimiento político y acceder a la repartición de escaños en las respectivas corporaciones públicas. El umbral aumentó al 3% por medio de la «Reforma Constitucional 2009», para participar en la repartición de escaños en circunscripciones plurinominales a
partir del año 2014.
En Perú, la valla electoral se formalizó en 2005. Se requiere el 5 %, o un total de siete congresistas electos a nivel nacional en más de un distrito electoral. En el caso de los movimientos regionales, solo para el Gobierno Regional y desde 2019, para permanecer su inscripción se necesita el 7 %.

### Asia
En Georgia se sitúa en el 5 % para el parlamento unicameral.
En Turquía la cláusula de barrera es del 7 % para obtener representación en la Asamblea Nacional.

### Oceanía

#### Australia
El Senado de Australia se elige mediante el sistema de voto único transferible (STV, por sus siglas en inglés) y no utiliza un umbral electoral ni tiene un umbral "natural" u "oculto" predecible. En una elección normal, cada estado elige seis senadores y el Territorio de la Capital Australiana y el Territorio del Norte eligen dos cada uno. (Para los estados, el número se duplica en una elección de doble disolución). Por lo tanto, la cuota para la elección (determinada a través de la cuota Droop) es del 14,3 por ciento o del 33,3 por ciento respectivamente. (Para los estados, la cuota para la elección se reduce a la mitad en una elección de doble disolución). Sin embargo, como el STV es un sistema de votación por orden de preferencia, los candidatos que reciben menos que la cuota para la elección en las votaciones primarias aún pueden terminar siendo elegidos si acumulan suficientes preferencias para alcanzar la cuota Droop. Por lo tanto, el sexto (o, en una elección de doble disolución, el duodécimo) escaño en el Senado en cada estado a menudo lo gana un partido que recibió considerablemente menos que la cuota Droop en las votaciones primarias. Por ejemplo, en las elecciones de 2022, el sexto escaño del Senado en Victoria lo ganó el Partido Australia Unida, aunque solo obtuvo el 4 por ciento de los votos primarios en ese estado.

## Casos notables
Un ejemplo extremo se produjo en Turquía tras las elecciones generales de 2002, en las que casi ninguno de los 550 diputados en ejercicio fue reelegido. Fue un cambio radical que sacudió la política turca hasta sus cimientos. Ninguno de los partidos políticos que habían superado el umbral en 1999 volvió a superarlo: el DYP recibió sólo el 9,55% del voto popular, el MHP el 8,34%, el GP el 7,25%, el DEHAP el 6,23%, el ANAP el 5,13%, el SP el 2,48% y el DSP el 1,22%. El número total de votos desperdiciados fue un 46,33% (14.545.438), una cifra sin precedentes. Como resultado, el AKP de Recep Tayyip Erdoğan ganó el poder, ganando más de dos tercios de los escaños en el Parlamento con sólo el 34,28 por ciento de los votos, con sólo un partido de oposición (CHP, que por sí solo no logró pasar el umbral en 1999) y 9 independientes.
Otros acontecimientos dramáticos pueden producirse por la laguna jurídica que suele añadirse a la representación proporcional mixta (utilizada en Alemania desde 1949 y en Nueva Zelanda desde 1993): en ese caso, la regla del umbral para las listas de partidos incluye una excepción para los partidos que ganaron 3 (Alemania) o 1 (Nueva Zelanda) distritos uninominales. La votación por lista de partidos ayuda a calcular el número deseable de diputados para cada partido. Los partidos principales pueden ayudar a los partidos aliados menores a superar el obstáculo, permitiéndoles ganar uno o unos pocos distritos:
- Elecciones generales de Nueva Zelanda de 2008: mientras que Nueva Zelanda Primero recibió solo el 4,07 por ciento de los votos de las listas (por lo que no fue devuelto al parlamento), ACT Nueva Zelanda ganó el 3,65 por ciento de los votos de las listas, pero su líder ganó un escaño en el electorado (Epsom), lo que le dio derecho al partido a escaños en las listas (4). En las elecciones de 2011, los líderes del Partido Nacional y ACT se reunieron para tomar el té ante la prensa para promover una alianza implícita (véase el escándalo de la cinta del té). Después de sus victorias, los Nacionales aprobaron un acuerdo de confianza y suministro con ACT para formar el Quinto Gobierno Nacional de Nueva Zelanda.
- En Alemania, el PDS poscomunista y su sucesor, La Izquierda, rondaron a menudo el umbral del 5 por ciento: en 1994, solo obtuvo el 4,4 por ciento de los votos de las listas del partido, pero ganó cuatro distritos en Berlín Oriental, lo que lo salvó y le permitió obtener 30 diputados en total. En 2002, solo obtuvo el 4,0 por ciento de los votos de las listas del partido y ganó solo dos distritos, esta vez excluyendo al partido de la representación proporcional. Esto resultó en una estrecha mayoría rojiverde y un segundo mandato para Gerhard Schröder, lo que no habría sido posible si el PDS hubiera ganado una tercera circunscripción. En 2021, solo obtuvo el 4,9 por ciento de los votos de las listas del partido, pero ganó el mínimo indispensable de tres distritos (Berlín-Lichtenberg, Berlín-Treptow-Köpenick y Leipzig II), lo que salvó al partido, que recibió 39 diputados.

El hecho de que un partido no alcance el umbral no sólo priva a sus candidatos de cargos y a sus votantes de representación; también cambia el índice de poder en la asamblea, lo que puede tener implicaciones dramáticas para la formación de coaliciones.
- Eslovaquia, 2002. El Partido Nacional Auténtico Eslovaco (PSNS) se escindió del Partido Nacional Eslovaco (SNS) y el Movimiento por la Democracia (HZD) se escindió del Partido Popular, hasta entonces dominante, el Movimiento por una Eslovaquia Democrática. Ninguno de ellos logró superar el umbral del 5%: el PSNS obtuvo el 3,65%, el SNS el 3,33% y el HZD el 3,26%, lo que permitió una coalición de centroderecha a pesar de tener menos del 43% de los votos.
- Noruega, 2009. El Partido Liberal obtuvo el 3,9% de los votos, por debajo del umbral del 4% para igualar escaños, aunque aun así obtuvo dos escaños. Por lo tanto, si bien los partidos de oposición de derecha obtuvieron más votos en conjunto que los partidos de la coalición gobernante, el hecho de que el Partido Liberal no lograra superar el umbral por un estrecho margen mantuvo a la coalición gobernante en el poder. Volvió a superar el umbral en las elecciones siguientes con el 5,2%.
- En las elecciones federales alemanas de 2013, el FDP, en el Parlamento desde 1949, recibió sólo el 4,8 por ciento de los votos de las listas y no ganó ningún distrito, lo que excluyó al partido en su totalidad. Esto, junto con el fracaso del partido euroescéptico de derecha AfD (4,7%), le dio una mayoría de izquierda en el Parlamento a pesar de tener una mayoría de votos de centroderecha (la propia CDU/CSU se quedó a sólo 5 escaños de la mayoría absoluta). Como resultado, la CDU/CSU de Angela Merkel formó una gran coalición con el SPD.
- Polonia, 2015. La Izquierda Unida logró un 7,55% de los votos, por debajo del umbral del 8% para las coaliciones multipartidistas. Además, KORWiN solo alcanzó el 4,76%, quedando muy cerca del umbral del 5% para los partidos individuales. Esto permitió al victorioso PiS obtener una mayoría de escaños con el 37% de los votos. Este fue el primer parlamento sin representación de partidos de izquierda.
- Israel, abril de 2019. Entre las tres listas que representan al sionismo de derecha a extrema derecha y que apoyan a Benjamín Netanyahu, solo una cruzó el umbral que el gobierno de derecha había aumentado al 3,25 por ciento: la Unión de Partidos de Derecha con el 3,70 por ciento, mientras que la Nueva Derecha del futuro primer ministro Naftalí Bennett fracasó por poco con el 3,22 por ciento, y Zehut solo el 2,74 por ciento, destruyendo las posibilidades de Netanyahu de otra mayoría y conduciendo a elecciones anticipadas en septiembre.
- República Checa, 2021. Přísaha (4,68%), ČSSD (4,65%) y KSČM (3,60%) no lograron superar el umbral del 5%, lo que permitió la formación de una coalición entre Spolu y PaS. Esta fue también la primera vez desde 1992 que ni ČSSD ni KSČM tuvieron representación en el parlamento.

### Pérdidas dramáticas y memorables por el umbral electoral
- En las elecciones federales alemanas de 1990, los Verdes del Oeste no alcanzaron el umbral, que se aplicaba por separado para la antigua Alemania del Este y la del Oeste. Los Verdes no pudieron aprovecharlo porque la "Alianza 90" (que había absorbido a los Verdes de Alemania del Este) se presentó por separado de "Los Verdes" en el Oeste. Juntos, habrían superado por poco el umbral del 5,0 por ciento (Oeste: 4,8%, Este: 6,2%). Los Verdes del Oeste regresaron al Bundestag en 1994.
- Israel, 1992. El partido de extrema derecha Tehiya (Renacimiento) obtuvo el 1,2% de los votos, cifra inferior al umbral que había votado elevar al 1,5%. Perdió así sus tres escaños.
- En Bulgaria, los llamados "partidos azules"[20]o "derecha urbana",[21]que incluyen a SDS, DSB, ¡Sí, Bulgaria!, DBG, ENP y Unidad Azul, con frecuencia quedan justo por encima o por debajo del umbral electoral, dependiendo de la formación de alianzas electorales: en las elecciones al PE de 2007, DSB (4,74%) y SDS (4,35%) hicieron campaña por separado y ambos quedaron por debajo del umbral electoral natural de alrededor del 5%. En las elecciones parlamentarias búlgaras de 2009, DSB y SDS se presentaron juntos como la Coalición Azul y obtuvieron el 6,76%. En las elecciones parlamentarias búlgaras de 2013, haciendo campaña por separado, DGB recibió el 3,25%, DSB el 2,93%, SDS el 1,37% y ENP el 0,17%, por lo que ninguno de ellos logró cruzar el umbral, lo que incluso llevó a un empate entre la antigua oposición y los partidos de centro derecha. En las elecciones al Parlamento Europeo de 2014, SDS, DSB y DBG se presentaron como el Bloque Reformista y obtuvieron el 6,45 por ciento de los votos, superando así el umbral electoral, mientras que Unidad Azul hizo campaña por separado y no superó el umbral electoral. En las elecciones parlamentarias búlgaras de 2017, SDS y DBG se presentaron como el Bloque Reformista y obtuvieron el 3,06 por ciento, mientras que el partido ¡Sí, Bulgaria! obtuvo el 2,88 por ciento y el DSB el 2,48 por ciento, por lo que ninguno de ellos logró superar el umbral electoral. En las elecciones al Parlamento Europeo de 2019, ¡Sí, Bulgaria! y DBG se presentaron juntos como Bulgaria Democrática y superaron el umbral electoral con el 5,88 por ciento. En noviembre de 2021, la alianza electoral Bulgaria Democrática superó el umbral electoral con el 6,28 por ciento.
- Eslovaquia, 2010. Tanto el Partido de la Comunidad Húngara, que (incluidos sus predecesores) tiene escaños en el Parlamento desde la Revolución de Terciopelo, como el Partido Popular – Movimiento para una Eslovaquia Democrática, que dominó en los años 1990, obtuvieron el 4,33 por ciento y, por tanto, no lograron alcanzar el umbral del 5 por ciento.
- Eslovaquia, 2016. El Movimiento Demócrata Cristiano logró el 4,94 por ciento, a solo 0,06 por ciento de los votos de alcanzar el umbral, lo que significó la primera ausencia del partido desde la Revolución de Terciopelo y las primeras elecciones democráticas de 1990.
- Eslovaquia, 2020. La coalición formada por Eslovaquia Progresista y SPOLU obtuvo el 6,96% de los votos, quedando a tan solo el 0,04% del umbral del 7% para las coaliciones. Se trata de una derrota inesperada, ya que la coalición había obtenido escaños en las elecciones europeas de 2019 y había ganado las elecciones presidenciales de 2019 menos de un año antes. Además, otros dos partidos obtuvieron menos votos, pero pudieron ganar escaños gracias al umbral más bajo para los partidos individuales (5%). Estas fueron también las primeras elecciones desde la Revolución de Terciopelo en las que ningún partido de la minoría húngara superó el umbral del 5%.
- Lituania, 2020. El LLRA–KŠS obtuvo solo el 4,80 por ciento de los votos de las listas del partido.
- Madrid, España, 2021. A pesar de haber conseguido 26 escaños con el 19,37 por ciento de los votos en las elecciones anteriores, el partido liberal Ciudadanos se desplomó hasta apenas el 3,54 por ciento en las elecciones anticipadas de 2021 convocadas por Isabel Díaz Ayuso, sin acercarse al umbral del 5 por ciento.
- Eslovenia, 2022. El Partido Democrático de los Pensionistas de Eslovenia solo logró el 0,62 por ciento de los votos. Es la primera vez desde 1996 que DeSUS no alcanza el 4 por ciento, porcentaje que ha formado parte de casi todas las coaliciones desde su fundación.
- Alemania, elecciones estatales del Sarre de 2022. Alianza 90/Los Verdes se quedó a 23 votos o 0,005 por ciento de alcanzar la representación. La Izquierda cayó del 12,8 por ciento a un 2,6 por ciento por debajo del umbral electoral en su único bastión occidental. El porcentaje total de votos no representados fue del 22,3 por ciento.[22]
- Israel, elecciones legislativas israelíes de 2022. Meretz cayó al 3,16 por ciento, por lo que no logró cruzar el umbral por primera vez.

### Coaliciones para evadir umbrales electorales
Se han dado casos de intentos de eludir los umbrales:
- Eslovaquia, 1998. La Coalición Democrática Eslovaca se presentó como partido político porque el umbral era del 25 por ciento.
- Turquía, 2007 y 2011. Los Candidatos de las Mil Esperanzas liderados por el DTP/BDP y el Bloque Laborista, Democracia y Libertad sólo obtuvieron el 3,81 por ciento (2007) y el 5,67 por ciento (2011) de los votos, sin cruzar el umbral del 10 por ciento, pero como se presentaron como independientes ganaron 22 y 36 escaños.
- Polonia, 2019. Después de que Izquierda Unida y KORWiN no lograran cruzar el umbral de la coalición en 2015, ambos con sus nuevas alianzas superaron el umbral de la coalición presentándose bajo la etiqueta de SLD (Lewica) o registrando su alianza como un partido (Confederación). De manera similar a Lewica, la Coalición Polaca se presentó bajo la etiqueta del Partido Campesino Polaco. Lewica y la Coalición Polaca habrían cruzado el umbral de coalición del 8 por ciento con el 12,56 por ciento y el 8,55 por ciento respectivamente, mientras que Confederación solo obtuvo el 6,81 por ciento de los votos.
- Chequia, 2021. La alianza Tricolor–Svobodní–Soukromníci intentó eludir el umbral de la coalición cambiando el nombre de Tricolor para incluir los nombres de sus socios, pero solo obtuvo el 2,76 por ciento, por lo que no logró cruzar el umbral habitual del 5 por ciento.